# Coslenchus areolatus
Coslenchus areolatus är en rundmaskart som först beskrevs av Olufunke A. Egunjobi 1968.  Coslenchus areolatus ingår i släktet Coslenchus och familjen Tylenchidae. Inga underarter finns listade i Catalogue of Life.